# Come nelle favole (album)
Come nelle favole è un album ideato e prodotto da Enzo Carnevale, pubblicato nel 2001 dalla Lupus e interpretato da molti cantanti, tra i quali Luciana Turina, Franco Dani, Gino Santercole, Giorgio Consolini e Jack La Cayenne. Il CD è accompagnato da un libro.

## Tracce
1. Luciana Turina – Musica è (E. Carnevale - F. Rico - A. Giraldi)
2. Sergio Leonardi – Tu sei per me (E. Carnevale - F. Rico)
3. Fred Rico – Io e te (E. Carnevale - F. Rico)
4. Franco Dani – Dai su balliamo (E. Carnevale - F. Rico)
5. Gino Santercole – Senza amici mai (E. Carnevale - G. Santercole - F. Rico)
6. Sergio Marinelli – Uomini come noi (E. Carnevale - S. Rocco)
7. Giorgio Consolini – Voglia di te (E. Carnevale)
8. Kim – Volevo volare, senza battere le ali (E. Carnevale - S. Rocco)
9. Filippo Schisano – Di più (E. Carnevale - S. Rocco)
10. Gianni Galizia (ex componente de I Santo California) – Non sei tu (E. Carnevale - G. Galizia)
11. Sergio Marinelli – Nicla (E. Carnevale - C. Mietti)
12. Jack La Cayenne, Elisabetta, Italia Centrale – Uno, due batti cinque (E. Carnevale - F. Rico)
13. Gli Incubo – Certe donne (E. Carnevale - F. Rico)
14. Sergio Marinelli – E se poi finisce (E. Carnevale)
15. Michela Nini – Il paparazzo (E. Carnevale - F. Rico)
16. Enzo Carnevale – Su nel cielo (E. Carnevale)